# Hugo: Magi i Troldeskoven
Hugo: Magi i Troldeskoven (traducibile Hugo: Magia nella foresta dei troll) è un videogioco action/platform in 3D a scorrimento orizzontale, sviluppato da Attractive Games e pubblicato nel 2009 da Krea Medie. Esso è il secondo reboot del franchise di Hugo dopo la tetralogia di Agent Hugo.

## Trama
La storia ruota attorno a Hugo, un giovane troll alle prime armi con la magia, scelto dagli anziani animali della foresta per proteggere il bosco e le sue creature magiche da una forza malvagia conosciuta come la "radice di tutto il male". Questo male si manifesta quando gli umani iniziano a distruggere la foresta, corrompendo alcuni animali che diventano creature d'ombra al loro servizio. Gli anziani troll hanno creato lo Scettro degli Anziani, un'arma di pura luce, e affidano a Hugo il compito di recuperare quattro cristalli magici custoditi dai capi delle tribù animali - un coniglio, una volpe, una puzzola e un orso - che conferiscono allo scettro poteri elementali come fuoco, gas ed elettricità. Questi poteri sono essenziali per combattere le creature d'ombra e riportare la pace nella foresta.
Hugo è inizialmente riluttante all'avventura, ma si ritrova coinvolto nella missione per salvare il suo mondo dalla corruzione causata sia dal male antico che dalla distruzione ambientatale umana. Alla fine, dopo aver affrontato diverse sfide e boss, tra cui il Re Troll e il Re Orso corrotti, Hugo riesce a sconfiggere la radice del male e a riportare l'armonia nella foresta.

## Modalità di gioco
In Hugo: Magi i Troldeskoven, il giocatore controlla Hugo mentre attraversa vari ambienti boschivi. Il gameplay prevede salti, scivolate, arrampicate e dondolamenti da un albero all'altro. Durante il percorso, il giocatore deve risolvere semplici enigmi ambientali, come spostare blocchi per aprire porte, e combattere contro creature corrotte dalla radice del male. Sono presenti checkpoint che salvano i progressi e permettono di riprendere la sessione in caso di perdita di salute. Si raccolgono monete troll, considerate tesori perduti, che possono essere scambiate con ricompense dagli anziani. Il titolo include anche combattimenti contro boss, con meccaniche che sfruttano i poteri elementali acquisiti tramite i cristalli magici, come attacchi di fuoco, vento o elettricità.
Una caratteristica distintiva è la "modalità incanto" (chant mode), usata in specifiche situazioni per risolvere puzzle molto semplici, come costruire ponti o liberare passaggi, controllando un cursore per spostare gli oggetti. Il gioco si sviluppa in venti livelli con ambientazioni diverse della foresta, culminando in battaglie contro boss con fasi multiple e strategie basate sull'uso dei poteri elementali. La versione Wii, in particolare, sfrutta controlli adattati per il movimento e le azioni di Hugo.

## Accoglienza
Ci sono solo due recensioni presenti sul Web riguardo a Hugo: Magi i Troldeskoven. Flickzone.dk assegna positivamente tre stelle e mezzo su cinque, trovandolo adatto anche ai giocatori più esperti. Nexgam.de con il voto medio di 5 critica i controlli lenti, i salti del protagonista e la struttura monotona dei livelli.